# Kurd Dagh
Koordinaten: 36° 45′ N, 36° 42′ O
Kurd Dagh („Berg der Kurden“, arabisch جبل الأكراد Dschabal al-Akrād, kurdisch Çiyayê Kurmênc / Shaxi Kurd, türkisch Kürt Dağı) ist ein Berggebiet im Nordwesten Syriens und in der angrenzenden Türkei. Es erstreckt sich vom syrischen Gouvernement Aleppo nach Norden bis in die türkische Provinz Kilis und wird im Westen von der türkischen Provinz Hatay begrenzt. 
Der Kurd Dagh gehört zu den drei „ethnischen“ Bergen Syriens. Die Namen der anderen beiden lauten Dschebel Ansariye („Berg der Nusairier“) und Dschebel ad-Duruz („Berg der Drusen“).

## Geografie und Klima
Das Gebirge verläuft parallel zu den Amanos Dağları der Türkei von Nord nach Süd. Im Süden und Osten wird es vom Afrin-Fluss begrenzt. Im Westen grenzt die Ebene von İslahiye-Kırıkhan und im Norden die Ebene von Eloğlu (Türkoğlu) an den Kurd Dagh. Der Kurd Dagh liegt zwischen 700 und 1269 m über dem Meeresspiegel. Der höchste Gipfel heißt Greh Mahsn („Großer Berg“). Das Gebiet hat eine Fläche von etwa 3850 km². Es gilt als Teil des Taurusgebirges und ist geografisch und historisch mit Kilis verbunden. 
Der Kurd Dagh liegt in der Nähe des Mittelmeeres und hat daher wie andere mediterrane Gebiete warme Sommer und kalte humide Winter. Außerdem ist die Gegend wasserreich, was eine vielfältige Landwirtschaft ermöglicht. Viehzucht dagegen ist eher begrenzt.

## Bevölkerung
Die Gegend wird hauptsächlich von Kurden bewohnt. Die größte Stadt ist Afrin.

## Geschichte
Der kurdische Emir und Historiker Şerefhan erzählte in seiner Şerefname, dass im Kurd Dagh kurdische Emire von Kilis, deren Einfluss bis nach Antakya reichte, herrschten. Der Kurd Dagh war bis zum Ersten Weltkrieg Teil des Osmanischen Reiches und genoss wie viele andere kurdische Fürstentümer bis zur Mitte des 19. Jahrhunderts eine gewisse Autonomie. Nach dem Ersten Weltkrieg wurde der Kurd Dagh zunächst dem Völkerbundmandat für Syrien und Libanon und 1946 dem neu entstandenen Syrien einverleibt. Im Gegensatz zu anderen kurdischen Gebieten in Syrien wurde Kurd Dagh nicht so deutlich "arabisiert".

## Sonstiges
Im Zuge der türkischen nationalen Politik wurde der türkische Teil des Kurd Dagh von Kürt Dağı, „Berg der Kurden“, verballhornt in Kurt Dağı, „Berg des Wolfes“, umbenannt.